# Pieve di Soligo
Pieve di Soligo är en ort och kommun i provinsen Treviso i regionen Veneto i Italien. Kommunen hade 12 047 invånare (2018).